# Metilamin dehidrogenaza (amicijanin)
Metilamin dehidrogenaza (amicijanin) (EC 1.4.9.1, aminska dehidrogenaza, primarna aminska dehidrogenaza, amin: (akceptor) oksidoreduktaza (deaminacija), primarni-amin:(akceptor) oksidoreduktaza (deaminacija)) je enzim sa sistematskim imenom metilamin:amicijanin oksidoreduktaza (deaminacija). Ovaj enzim katalizuje sledeću hemijsku reakciju:
metilamin + H2O + amicijanin {\displaystyle \rightleftharpoons } formaldehid + amonijak + redukovani amicijanin
Ovaj enzim sadrži triptofan triptofilhinon (TTQ) kofaktor. On oksiduje alifatične monoamine i diamine, histamin i etanolamin, a ne deluje na sekundarne i tercijarne amine, kvaternarne amonijum soli, i aromatične amine.

## Literatura
- Nicholas C. Price; Lewis Stevens (1999). Fundamentals of Enzymology: The Cell and Molecular Biology of Catalytic Proteins (Third изд.). USA: Oxford University Press. ISBN 019850229X.
- Eric J. Toone (2006). Advances in Enzymology and Related Areas of Molecular Biology, Protein Evolution (Volume 75 изд.). Wiley-Interscience. ISBN 0471205036.
- Branden C; Tooze J. Introduction to Protein Structure. New York, NY: Garland Publishing. ISBN 0-8153-2305-0.
- Irwin H. Segel. Enzyme Kinetics: Behavior and Analysis of Rapid Equilibrium and Steady-State Enzyme Systems (Book 44 изд.). Wiley Classics Library. ISBN 0471303097.
- William P. Jencks (1987). Catalysis in Chemistry and Enzymology. Dover Publications. ISBN 0486654605.

## Spoljašnje veze
- Methylamine+dehydrogenase+(amicyanin) на 